# 恂嬪
恂嬪（じゅんひん、？ - 乾隆26年（1761年））は、清の乾隆帝の側室。姓は郭氏とされることが多いが、霍碩特氏（ホージュト氏）とされることもある。モンゴル系遊牧民族オイラトの一部族ホシュート部の出身。父は台吉烏巴什。

## 生涯
入宮した時期は不明。
乾隆24年（1759年）、同じくモンゴル系の出自を持つバルカス(拜爾葛斯)氏が伊貴人に封じられると同時に、純貴妃のもとで後宮のしきたりを学んでいた郭氏が郭常在に封じられる。
乾隆25年（1760年）、郭貴人に晋封される。
乾隆26年（1761年）、熱河で急病により逝去し、郭嬪に仮晋封される。
乾隆27年（1762年）、「恂嬪」に追贈された。

## 伝記資料
- 『清史稿』